# Авалиани, Лаврентий Иванович
Лавре́нтий Ива́нович Авалиа́ни (груз. ლავრენტი ივანეს ძე ავალიანი; 6 ноября 1923, Гумати, ЗСФСР — 10 октября 1943, Михайловский район, Запорожская область) — участник Великой Отечественной войны, командир отделения 1372-го стрелкового полка 417-й стрелковой дивизии 44-й армии Южного фронта, Герой Советского Союза (1943), сержант.

## Биография
Родился 6 ноября 1923 года в посёлке Гумати Грузинской ССР. Грузин. После окончания 5 классов работал в колхозе, состоял в комсомоле.
На службу в РККА призван 4 апреля 1943 года, с 17 апреля — в действующей армии (по другим данным, с 1941 года, успев за этот год получить три ранения). Воевал на Северо-Кавказском и Южном фронте в 1372-м стрелковом полку 417-й стрелковой дивизии.
3 июня 1943 года, будучи командиром отделения в звании сержанта, Авалиани совершил одиночную вылазку за передний край и огнём из ручного пулемёта уничтожил вражеский пулемётный расчёт. 28 июля приказом командира полка награждён медалью «За отвагу». 10 августа в ходе боя за хутор Горно-Весёлый (Краснодарский край) Авалиани, отражая атаку противника, уничтожил пулемётным огнём свыше 20 немецких военнослужащих, в том числе двух офицеров. По окончании атаки по просьбе раненых сослуживцев сержант прополз за водой к роднику на нейтральной полосе, отразил попытку захватить его в плен, убив ещё двоих вражеских солдат автоматным огнём, и вернулся с водой в расположение части. На следующий день, уже в наступлении, уничтожил огнём из пулемёта до отделения живой силы противника и оставался в строю несмотря на ранение. 8 сентября приказом командующего 56-й армии награждён орденом Красного Знамени.

#### Подвиг
В октябре 1943 года отделение Лаврентия Авалиани участвовало в боях в Запорожской области. В ходе наступательных действий 9 октября у хутора Канадский (Михайловский район) Авалиани, ворвавшись во вражескую траншею, вступил в рукопашную схватку, в ходе которой уничтожил 18 солдат противника. На следующий день его отделение уже вело оборонительные бои с пехотой и бронетехникой противника, пытающегося вернуть потерянные позиции. Из наградного листа:

…Авальяни со своим противотанковым ружьём и ручным пулемётом не дал противнику продвинуться вперёд. …Авальяни своим противотанковым ружьём и ручными гранатами подбил 3 танка противника из них один типа «Тигр», из ручного пулемёта уничтожил до 150 гитлеровцев, когда последний раз противник группой автоматчиков, при поддержке танков предпринял контратаку, товарищ Авальяни немедленно взял ружьё и несколькими выстрелами подбил 1 средний танк, но в это время на него надвигался тяжёлый танк типа «Тигр», подпустив его на 40-45 метров выстрелами из ПТР ослепил танк, после чего несколькими противотанковыми гранатами уничтожил его и с близкого расстояния открыл ураганный огонь по пехоте противника, а когда кончились патроны, с финкой в руке бросился на оставшихся в живых гитлеровцев, уничтожив ещё 12 фашистов.
Лаврентий Авалиани погиб в этом бою. Указом Президиума Верховного Совета СССР 1 ноября 1943 года ему было посмертно присвоено звание Героя Советского Союза. Авалиани похоронен в братской могиле в селе Новолюбимовка (Токмакский район, Запорожская область).

## Награды
- Медаль «Золотая Звезда» Героя Советского Союза (01.11.1943)[2]
- Орден Ленина (01.11.1943)
- Орден Красного Знамени (08.09.1943[7])
- Медаль «За отвагу» (28.07.1943)[8]
- Медали

## Память
Именем Авалиани названы:
- улицы в городах Кутаиси, Цхалтубо, Запорожье
- средняя школа, где он учился
- комсомольско-молодёжная бригада на моторном заводе в Мелитополе